# فرودگاه کلوینگتون
فرودگاه کلوینگتون (به انگلیسی: Kelvington Airport) یک فرودگاه همگانی است که یک باند فرود چمن دارد و طول باند آن ۷۶۲ متر است. این فرودگاه در کشور کانادا قرار دارد و در ارتفاع ۵۶۷ متری از سطح دریا واقع شده است.